# Мексиканска сива катерица
Мексиканската сива катерица (Sciurus aureogaster) е вид бозайник от семейство Катерицови (Sciuridae).

## Разпространение
Видът е разпространен в Гватемала и Мексико. Внесен е в САЩ.